# Phil Ivey
Phillip Dennis „Phil“ Ivey mladší (* 1. února 1977 Riverside, Kalifornie) je americký profesionální pokerový hráč. Za svou kariéru vyhrál deset náramků na World Series of Poker a jeden titul na World Poker Tour. Pro jeho úspěchy a afroamerický původ se mu někdy přezdívá „Tiger Woods pokeru“. V současné době je velkou částí pokerové veřejnosti považován za nejlepšího hráče na světě.

## Pokerová kariéra
Poker začínal Phil Ivey hrát v hernách v Atlantic City ještě jako nezletilý. Do kasín a heren se dostával s průkazem totožnosti vypůjčeným od svého kolegy z práce jménem Jerome. Díky mnoha hodinám, které s falešným průkazem po kasínech strávil, si v té době vysloužil přezdívku „No Home Jerome“.
V roce 2002 dosáhl velkého úspěchu na World Series of Poker, kdy se mu podařilo vyhrát tři náramky. Třemi vítěznými turnaji během jedné série WSOP vyrovnal rekod, který do té doby společně drželi Phil Helmuth, Ted Forrest a Puggy Pearson (v roce 2009 se to samé povedlo ještě Jeffu Lisandrovi).
Celkově na sériích World Series of Poker vyhrál deset turnajů. To ho v celkovém historickém pořadí řadí na druhé místo, které sdílí s Johnnym Chanem a Doylem Brunsonem. Ivey se stal v 38 letech také nejmladším hráčem, kterému se podařilo získat devět zlatých náramků. Zajímavostí je, že ani jeden náramek na WSOP nezískal na turnaji v Texas hold 'emu - v neholdemových vítězstvích drží světové prvenství. V roce 2009 se mu podařilo v Main Eventu WSOP dostat až na finálový stůl, kde vypadl na 7. místě, a odnesl si 1,404,002 amerických dolarů.
Mimo živých turnajů působil Ivey aktivně také v online pokeru. Před uzavřením pokerových online pokerových heren v USA v roce 2011 byl Ivey profesionálním hráčem a jedním ze spolumajitelů herny Full Tilt Poker.
Po událostech z roku 2011, známých jako Černý pátek online pokeru se Ivey objevuje na velkých pokerových akcích jen výjimečně. Od roku 2012 vede Ivey soudní spory s kasiny Crockford's v Londýně a Borgata v New Jersey o £7,8 milionu, respektive $9,6 milionu, které vyhrál ve hře mini baccarat. Podle obou podniků přitom pokerový hráč podváděl, když využil tiskové chyby na kartách.

## Vítězné turnaje WSOP
| Rok  | Turnaj                                 | Výhra (v dolarech) |
| ---- | -------------------------------------- | ------------------ |
| 2000 | $2,500 Pot Limit Omaha                 | $195,000           |
| 2002 | $2,500 7 Card Stud Hi/Lo               | $118,440           |
| 2002 | $2,000 S.H.O.E.                        | $107,540           |
| 2002 | $1,500 Seven Card Stud                 | $132,000           |
| 2005 | $5,000 Pot Limit Omaha                 | $635,603           |
| 2009 | $2,500 No-Limit 2-7 Draw Lowball       | $96,367            |
| 2009 | $2,500 Omaha Hi-Lo / 7 Card Stud Hi-Lo | $220,538           |
| 2010 | $3,000 H.O.R.S.E.                      | $329,840           |
| 2013 | A$2,200 Mixed Event WSOP Asia-Pacific  | $54,252            |
| 2014 | $1,500 Eight Game Mix                  | $167,332           |